# Seiselitz
Koordinaten: 51° 3′ N, 11° 52′ O

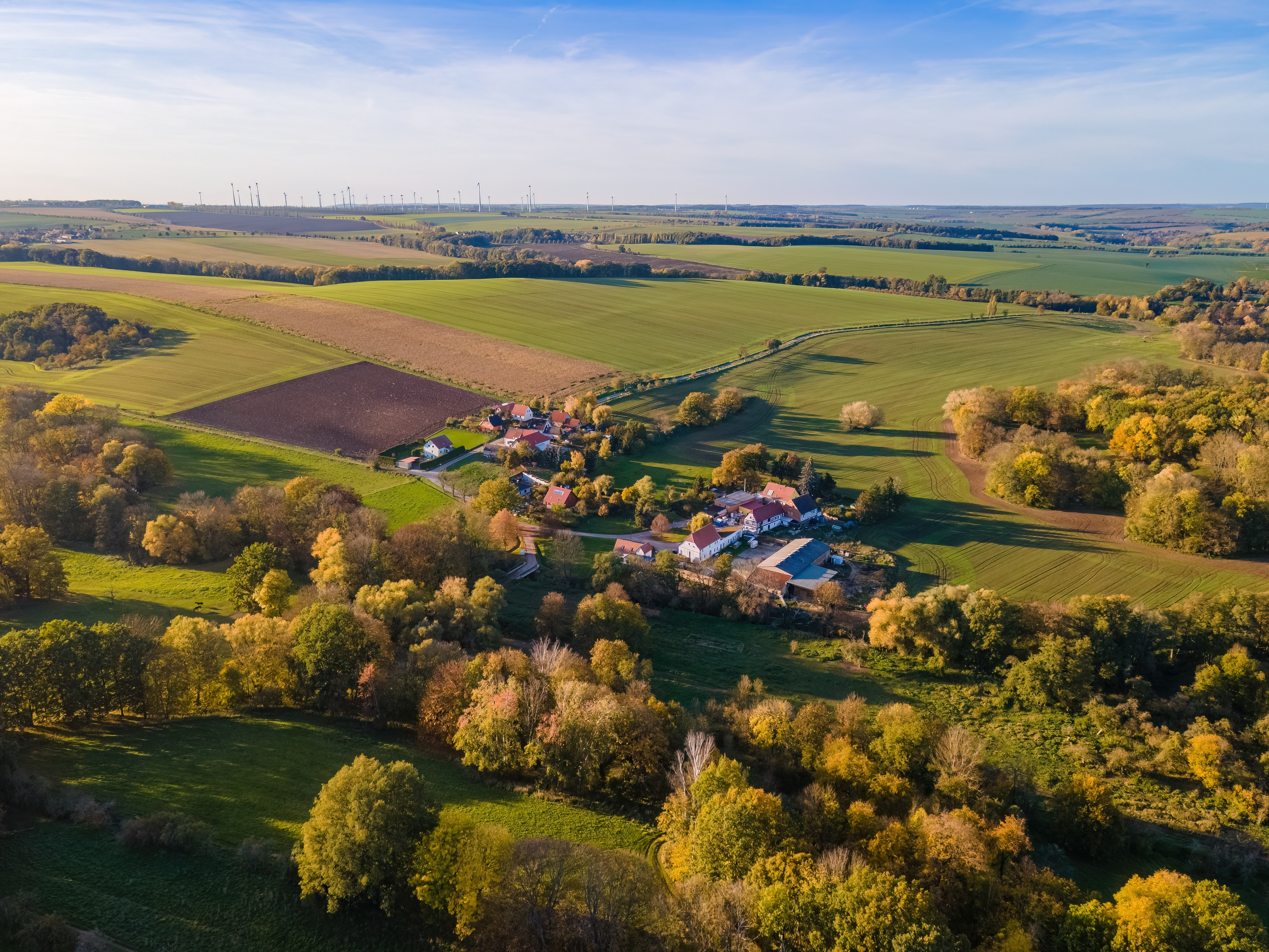
Luftaufnahme von Seiselitz im Herbst 2022

Seiselitz ist ein Ortsteil der Gemeinde Mertendorf im Burgenlandkreis in Sachsen-Anhalt. Er liegt an der Wethau und etwa 2,5 km südlich des Hauptortes. Unmittelbar an die südliche Ortsflur grenzt die Stadt Schkölen und damit zugleich der Freistaat Thüringen.

## Geschichte
Der von Slawen gegründete Ort wurde erstmals am 1. August 976 urkundlich als Villa Suseliz erwähnt. Kaiser Otto II. schenkte damals den Ort dem Bistum Zeitz. Seiselitz gehörte zum wettinischen Kreisamt Eisenberg, welches aufgrund mehrerer Teilungen im Lauf seines Bestehens unter der Hoheit verschiedener Ernestinischer Herzogtümer stand. 1826 kam der Ort mit dem Nordteil des Kreisamts Eisenberg vom Herzogtum Sachsen-Gotha-Altenburg zum Herzogtum Sachsen-Meiningen und wurde Teil der Exklave Camburg. Von 1922 bis 1939 gehörte der Ort zur Kreisabteilung Camburg, anschließend bis 1948 zum thüringischen Landkreis Stadtroda, danach kurzzeitig zum Landkreis Jena.
Bei der Gebietsreform von 1952 in der DDR kam der Ort an den Kreis Naumburg im Bezirk Halle, wodurch seine Zugehörigkeit zu Thüringen endete.

## Belege
1. ↑  CDS Nr. 22